# Escudo portugais
Cette page contient des caractères spéciaux ou non latins. S’ils s’affichent mal (▯, ?, etc.), consultez la page d’aide Unicode.
Pour les articles homonymes, voir Escudo.
L’escudo portugais ((pt) escudo português, ɨʃˈkuðu, écu; symbole: S⃦; code : PTE) est l'ancienne unité monétaire du Portugal, de 1911 au 31 mars 2002, date de son remplacement par l’euro.
L’escudo, qui a succédé au réal portugais, était divisé en 100 centavos. Son abréviation usuelle était « Esc. ».
Le 1er janvier 1999, l’escudo est devenu une division nationale de l’euro, la monnaie commune. Le 1er janvier 2002, l’escudo a totalement cessé d’être unité de compte, et cesse d'avoir cours légal. Les pièces et billets en escudos ont depuis été démonétisés. Le taux de conversion pour un euro est de 200,482 escudos.

## Histoire de l'escudo portugais

### Origine
Son nom signifie « écu » en français, et provient du scutum, le bouclier, pris ici dans son sens héraldique, et qui, originellement, apparaissait stylisé à l'avers des premières pièces de monnaie nationales, motif qui continuera d'être décliné sur les dernières monnaies modernes portugaises. 
En effet, les premiers escudos furent effectivement fabriqués au Royaume du Portugal en 1722 sous le règne de José Ier, tandis que l'unité de compte restait le réal portugais. Leur frappe était alors en or, pour des valeurs de ½, 1, 2, 4, et 8 escudos ; ils furent produits durant tout le XVIIIe siècle. Cet escudo d'or (escudo de ouro) était l'équivalent sur les plans économique et financier, par exemple, du louis d'or du Royaume de France. Des escudos d'argent furent également frappés. Toutes ces pièces circulèrent sur les terres de l'Empire colonial portugais.

### Une monnaie républicaine

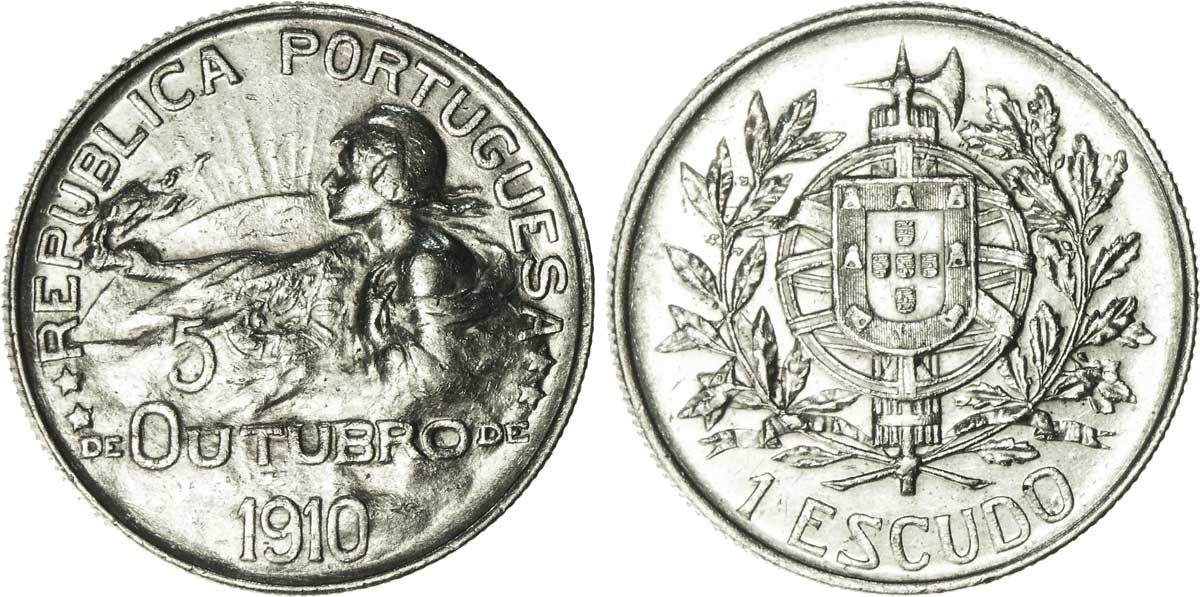
Avers et revers de la pièce de 1 escudo en argent gravée en 1910 pour célébrer la République : frappée seulement en 1914, elle circula peu du fait de la crise.

Revers de la pièce de 2$50, type à « la caravelle » (1951).

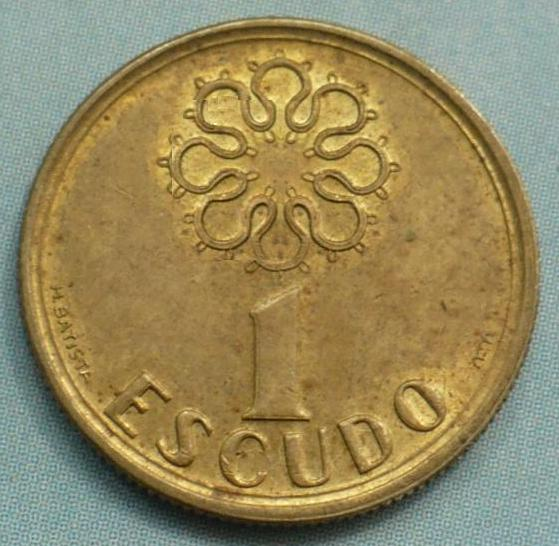
Avers de la dernière pièce de 1 escudo (laiton, 1993), gravée par H. Batista.

L’escudo a remplacé le réal au taux de 1 000 réis (« réaux ») pour un escudo d'or, à la suite de la proclamation de la République portugaise le 5 octobre 1910, et l'abolition de la monarchie. Cette monnaie adopte en effet par décret le 25 mai 1911 l'étalon-or et possède donc son équivalent en or métal qui garantit un taux de change fixe ; par exemple 1 escudo vaut à Paris un peu moins de 5 francs à la fin de l'année 1910. Dans le langage courant, l'expression « mil réis » (mille réaux) signifiait « un escudo », un million se disait « un conto de réis », à savoir 1 000 escudos. L'escudo, monnaie décimale, est divisé en 100 centavos. La pièce de 10 centavos était appelée « tostão » (teston). Le cifrão est utilisé comme symbole monétaire courant, similaire à celui du dollar ($).
Des pièces d'or d'une valeur de 2, 5 et 10 escudos, pourtant prévues, n'ont jamais circulé. Furent émises très tardivement, à partir de 1914-1915, des pièces de 10, 20 et 50 centavos et un escudo en argent et des pièces subsidiaires en cupronickel de 4, 2, 1 centavos.

### Crise monétaire et stabilisation
Cependant, la nouvelle monnaie portugaise s'est ensuite dépréciée, dès la fin des années 1910 et dans la première moitié des années 1920, le Portugal souffrant alors de graves problèmes économiques et financiers, dans un contexte international fortement perturbé par la Première Guerre mondiale Le problème principal venait de l'endettement à la fois des pays européens et des colonies portugaises et de la contraction des échanges commerciaux maritimes. C'est dans ce contexte qu'intervient Alves dos Reis, un escroc et faux-monnayeur, qui contribue en partie à déstabiliser l'escudo et discréditer la Banco de Portugal sur le plan international. Dans la foulée, arrive au pouvoir Salazar, ministre des finances, installé au gouvernement par des militaires qui montent un coup d'État le 28 mai 1926, qui fonde le régime de l'Estado Novo. En 1928, l’escudo est enfin stabilisé, arrimé à la livre sterling jusqu’aux années 1950. Durant cette période, le design des espèces métalliques reste le même, et montre une certaine longévité : 10 et 20 centavos en cuivre, 50 centavos et 1 escudo en cupronickel, 2½, 5 et 10 en argent au type de la « caravelle » restent en circulation jusqu'en 1952, et perdurent jusqu'au début des années 1980, avec, entre-temps, l'abandon de l'argent pour le cupronickel.

### Vers l'euro
En 1980, la balance commerciale du pays connaît un premier déficit sensible, soit près de deux milliards de dollars. En conséquence, l'escudo est dévalué de 15 % en 1983.
En 1992, l’escudo rejoint le mécanisme de taux de change européen. Après deux dévaluations, d'abord en novembre 1992 de 6,5 %, puis en mai 1993, l'escudo est de nouveau dévalué de 3,5 % en mars 1995, et ce sera la dernière fois avant le passage à l'euro.
En 1999, 100 escudos valent 0,498798 euro.

### Une monnaie coloniale
L'escudo est aussi le nom de la monnaie de différents pays qui sont des colonies portugaises, devenues les provinces ultramarines à partir de 1946.
L'Angola, Cap-Vert, la Guinée portugaise, l'Inde portugaise (de 1958 à 1961), le Mozambique, Sao Tomé-et-Principe (1914-1977), possèdent parfois à différentes périodes, chacun une monnaie spécifique appelée escudo, équivalente au change à l'escudo portugais. Ces monnaies ultramarines sont gérées d'abord par la Banco Nacional Ultramarino en ce qui concerne les émissions de billets, et par la Monnaie de Lisbonne pour les pièces, suivant un design assez semblable. Les territoires de Macao et du Timor ont adopté la pataca dès 1894. Puis le Timor la remplace par l'escudo de 1959 à 1976,.
Avec la révolution des Œillets, en 1974, la plupart de ces pays accèdent à l'indépendance et change d'unité monétaire. Seul l'escudo capverdien continue d'exister.

## Émissions monétaires
Elles étaient gérées par la Banque du Portugal.

### Les pièces de monnaie

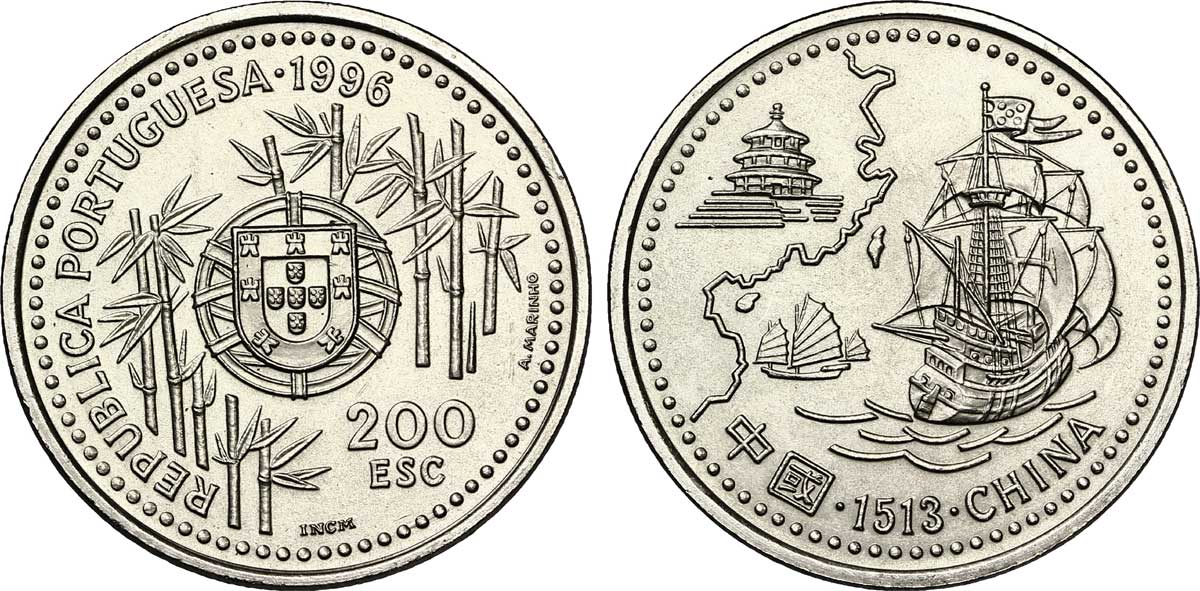
Pièce de 200 $ commémorative (1996).

### Les billets de banque

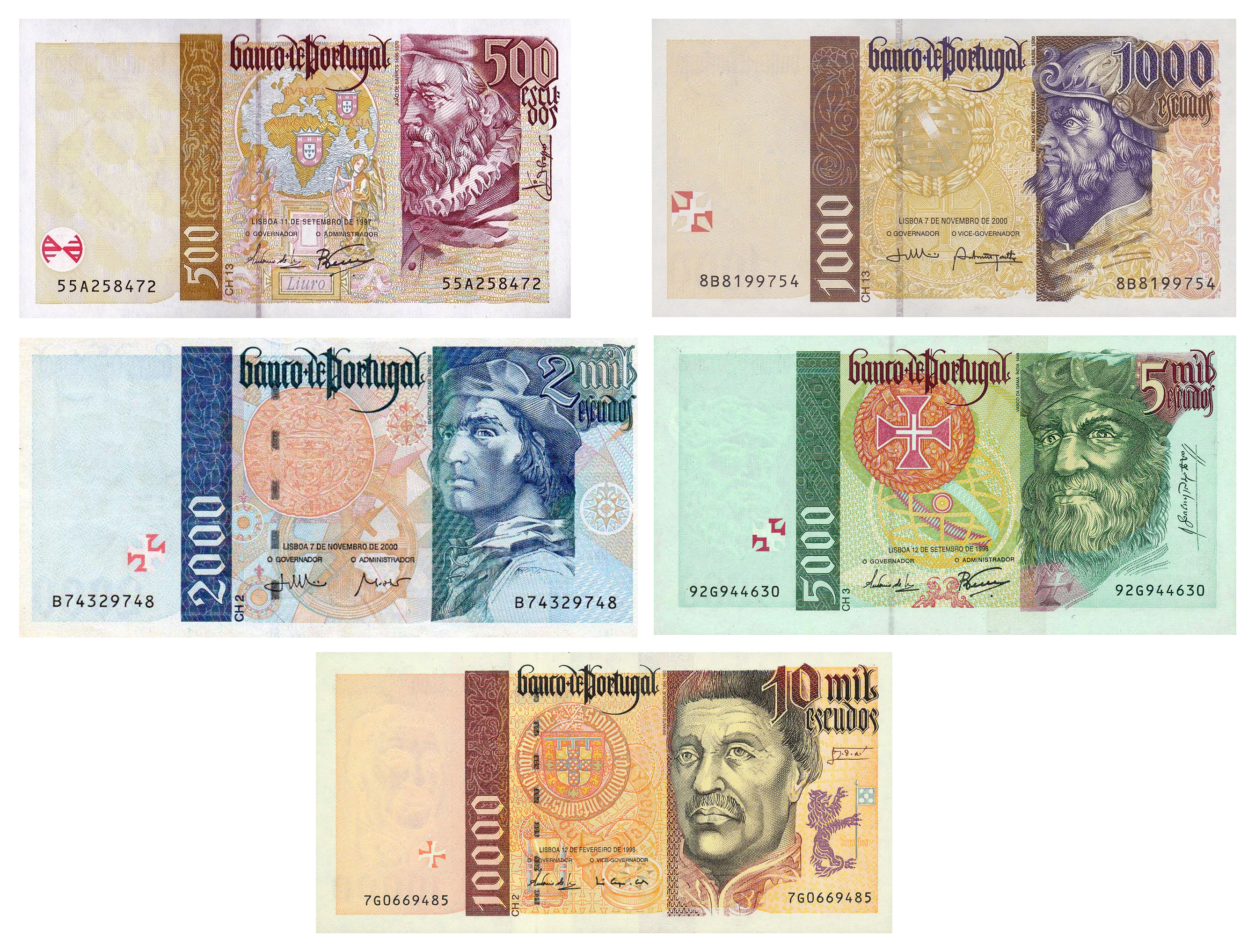
Dernière série de billets portugais.

La dernière série de billets portugais en escudos figurait les personnages historiques suivants : João de Barros (500 $), Pedro Alvares Cabral (1 000 $), Bartolomeu Dias (2 000 $), Vasco de Gama (5 000 $) et Henri le Navigateur (10 000 $).
Elle est échangeable en euros à la Banque du Portugal jusqu'au 28 février 2022.